# Brevbärare

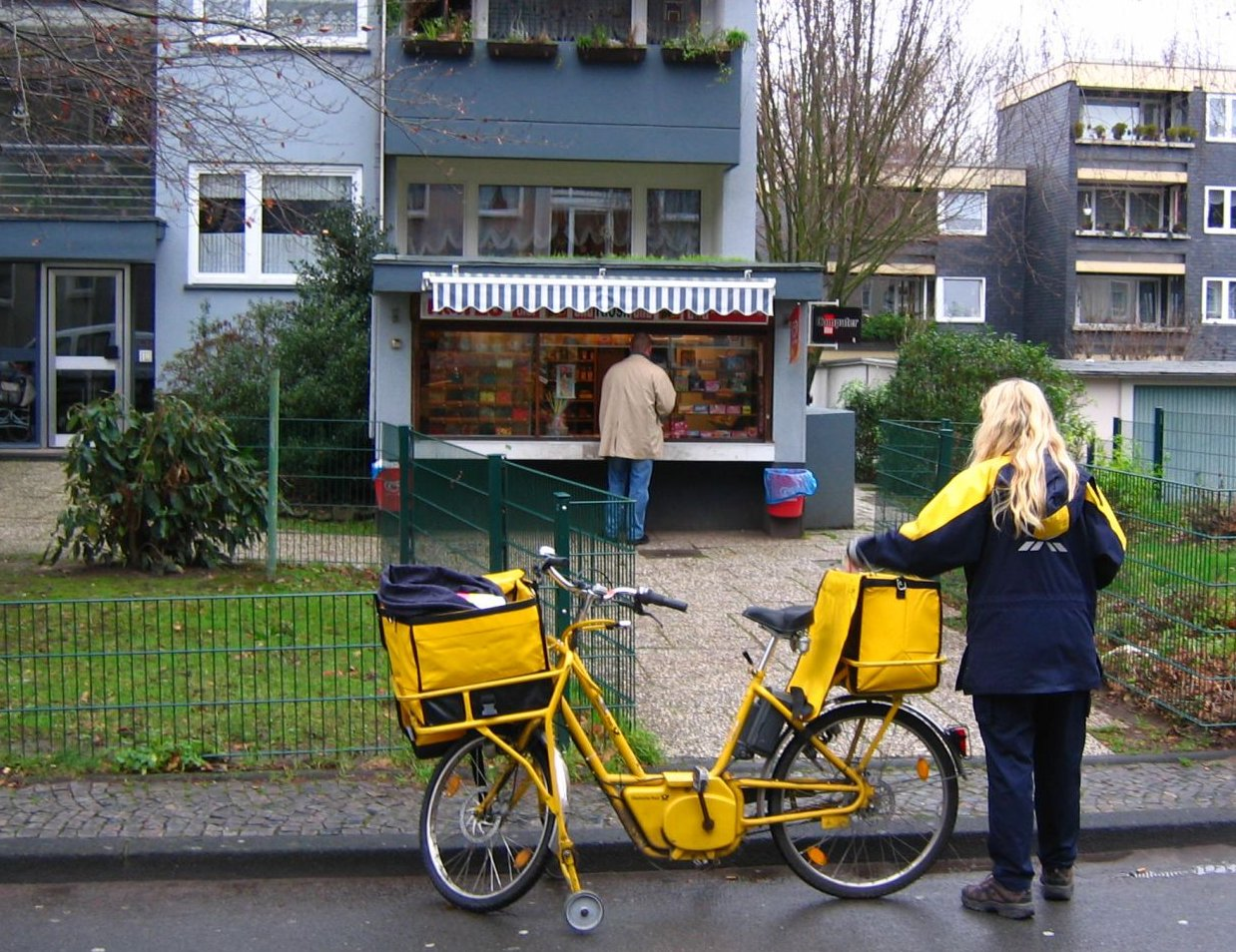
Brevbärare med cykel i Bochum, Tyskland.

Brevbärare eller postiljon är de postfunktionärer, vilka beledsagar och övervakar den allmänna postgången. 
Titeln postiljon användes redan 1636, men var då en synonym till postbonde. 1673 infördes särskilda postiljoner som befordrade post till häst vissa sträckor, och 1725 inrättades fast anställda postiljoner. Under 1800-talet blev postiljon en titel för de posttjänstemän som skötte postbefordran med postdiligens eller postkupéer på järnvägsvagn.
Inom svenska Postverket och Posten AB har tjänstemän av lägre grad kallats för postiljoner, medan sådana anställda som befordrats kunnat kallas förste postiljoner eller överpostiljon. Fram till 1904 bar postiljonerna vid landsvägsposten (det vill säga på landsbygden) sabel som en del av uniformen och kunde även utrustas med revolvrar. I fackligt hänseende har postiljonerna under lång tid organiserats främst av SEKO (tidigare Statsanställdas Förbund).
Brevbärare förekom i Stockholm redan på 1600-talet, 1693 fanns tre anställda brevbärare, men det dröjde innan brevbäring infördes på andra håll. 1850 inrättades brevbäring i Göteborg, och 1861 infördes brevbäring mera allmänt i de svenska städerna. 1878 infördes en lantbrevbäring i Sverige.